# Cultura poltavka

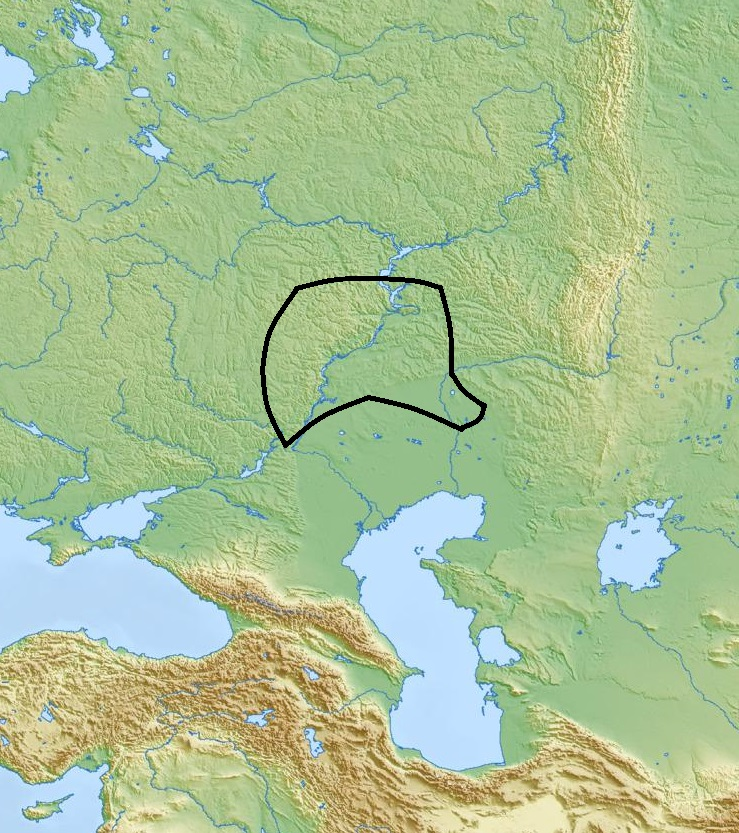
Mapa de la cultura Poltavka

La cultura poltavka, 2700-2100 a. C., es una cultura arqueológica de la Edad del Bronce en el curso medio del Volga, desde donde empieza el canal Volga-Don hasta la curva de Samara, con una extensión oriental al norte del actual Kazajistán a lo largo del valle del río Samara hasta el oeste de Oremburgo.
Juntamente con la cultura de las catacumbas, es una sucesora de la cultura yamna. Parece ser una manifestación temprana de la cultura srubna. En sus márgenes meridionales hay evidencias de influencias de la cultura maykop.
La única diferencia que la distingue de la cultura yamna son los cambios en la alfarería y el incremento de los objetos de metal. Las inhumaciones en túmulos (kurganes) continúan, pero con menos uso del ocre.
Se dice que subyace bajo las posteriores cultura de Srubna y cultura potapovka. Es presumiblemente una cultura Indoirania temprana (Proto-indoirania).